# Feria Gastronómica Raíces

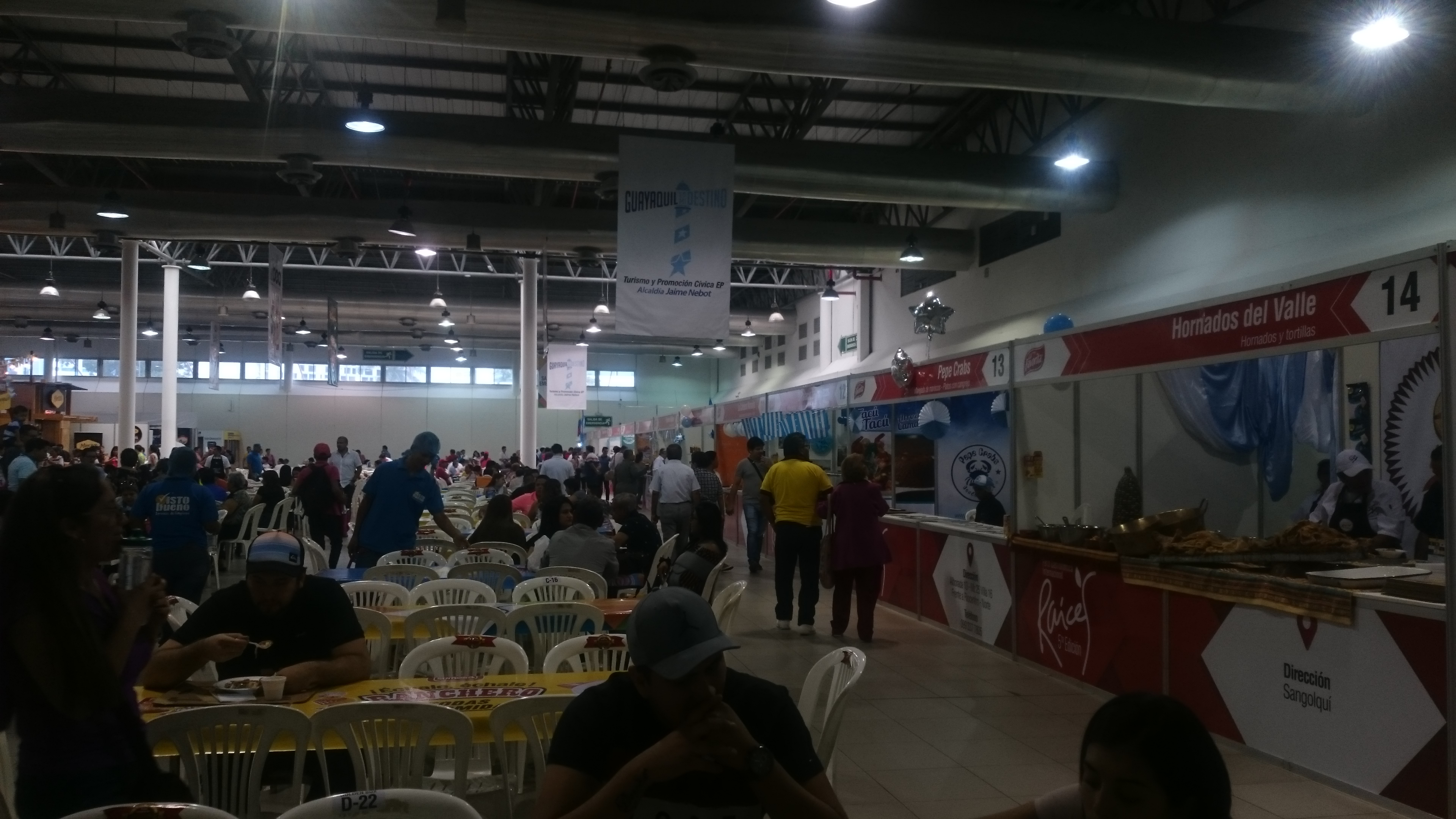
Hall General de la Feria Raíces en 2018

La Feria Gastronómica Raíces es un evento de temática alimenticia y gastronómica que presenta platos típicos, formas de preparación, dulces, confecciones y alimentos de la ciudad de Guayaquil y de Ecuador. Se realizó por primera vez en el mes de julio de 2014, y se ha mantenido de manera ininterrumpida hasta la actualidad.

## Ediciones

### Primera edición
La primera edición de la Feria Raíces fue inaugurada el 24 de julio de 2014 por el alcalde de Guayaquil, Jaime Nebot. En su primer día, registró una afluencia de 30 000 personas; participaron del evento 30 huecas que atendieron a quienes asistieron al evento con comidas típicas de Guayaquil y Ecuador. Estas treinta huecas resultaron de un proceso de selección de entre 70 lugares de comida típica entre restaurantes y locales comerciales de la urbe, escogidos por el Municipio de Guayaquil a través de la Dirección de Turismo y Promoción Cívica.
Al finalizar, contó con una afluencia total cercana a las 58 000 personas.

### Segunda edición
La segunda edición de Raíces duró del 23 al 27 de julio de 2015. En esta edición participaron en total 46 huecas, entre locales e interprovinciales. Finalizó con una asistencia de 65 000 asistentes.

### Tercera edición
En esta ocasión la Feria Raíces se desarrolló desde el 21 al 25 de julio de 2016. Como en las ediciones anteriores, comprendió del Congreso Raíces, la Copa Culinaria y el Concurso de Huecas Tradicionales, así como la exposición de 44 huecas. Además de estos componentes, se incluyó la "Zona de Producción y Conocimiento" donde se presentaban talleres abiertos al público sobre panadería, confección de postres, chocolatería y heladería artesanal. Esta edición contó con la afluencia de casi 60 190 personas.

### Cuarta edición
Esta edición se desarrolló desde el 21 hasta el 25 de julio de 2017. Como en ediciones anteriores, los concursos y congresos que Raíces mantiene se mostraron en este espacio, al cual se añadió el "Salón de Chocolate", que en ediciones posteriores se denominará "ChocoRaíces".
Durante la apertura de esta edición, el alcalde Jaime Nebot destacó la importancia del evento, indicando que "es considerada como una de las más trascendentales de Latinoamérica por su crecimiento e innovación, porque mueve la economía nacional y reactiva el turismo en la ciudad".

### Quinta edición

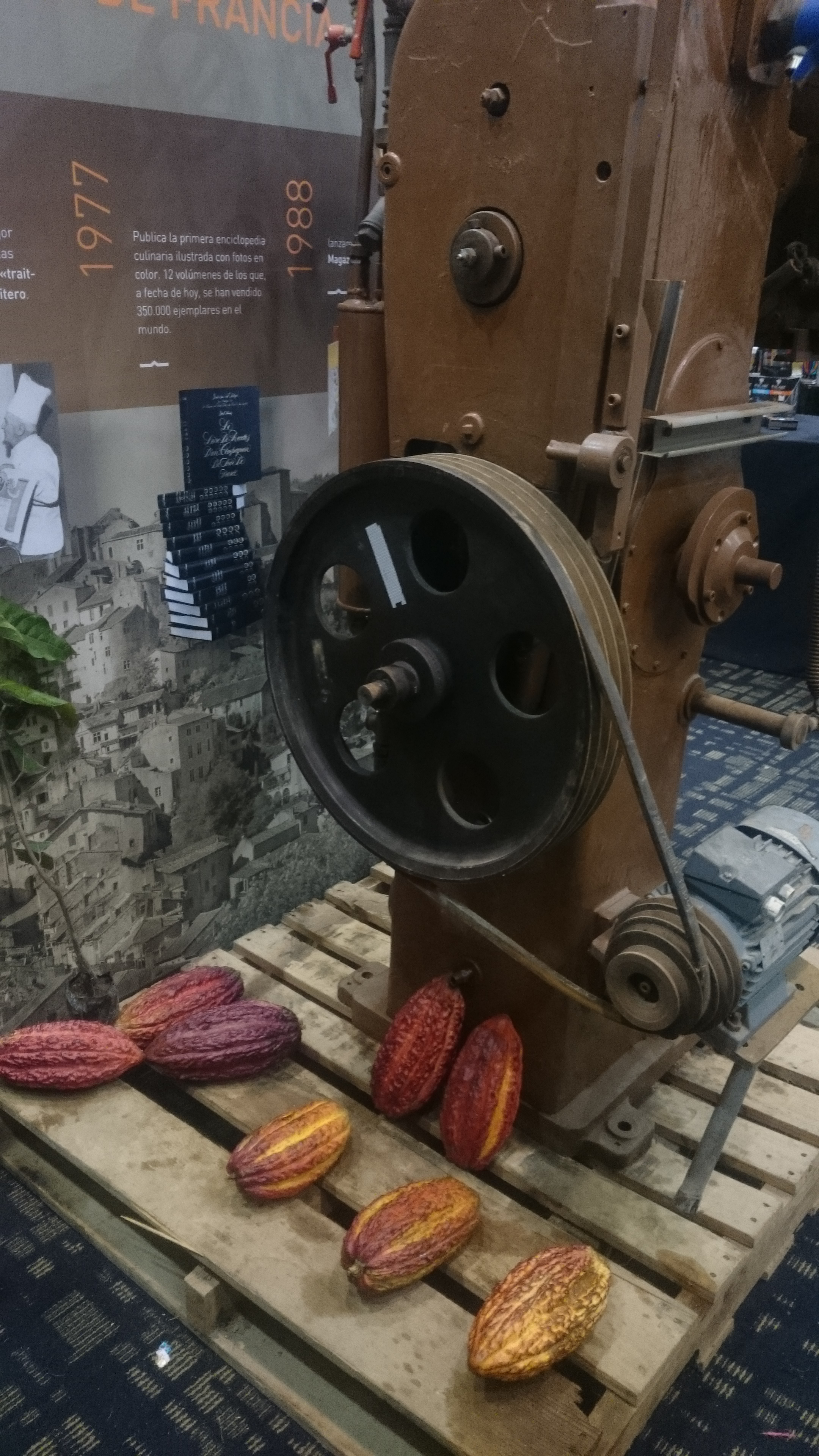
Molienda de cacao en la exposición ChocoRaíces de 2018

La quinta edición de la Feria Raíces tuvo una extensión de 11 600 m² dentro del Centro de Convenciones Simón Bolívar de Guayaquil. Esta ocasión tuvo la participación de 38 'huecas' locales y 2 interprovinciales.

## Copa Culinaria de Ecuador
En la Feria Raíces toma lugar la Copa Culinaria de Ecuador, donde compiten chefs y estudiantes de gastronomía de todo el país. Los platos se preparan con productos ecuatorianos.